# Notre-Dame-de-Boisset
Notre-Dame-de-Boisset là một xã trong tỉnh Loire miền trung nước Pháp.